# Hypocoela magica
Hypocoela magica är en fjärilsart som beskrevs av Claude Herbulot 1956. Hypocoela magica ingår i släktet Hypocoela och familjen mätare. Inga underarter finns listade i Catalogue of Life.